# Thomas Thum
Thomas Thum (geb. 16. November 1974 in Hildesheim) ist ein deutscher Kardiologe, Wissenschaftler und Unternehmer, der sich auf die pathophysiologische Rolle von Ribonukleinsäure (RNA), Organfibrose sowie Herz-Kreislauf- und Lungenerkrankungen spezialisiert hat.

## Akademische Laufbahn
Thum studierte von 1994 bis 2001 Medizin an der Medizinischen Hochschule Hannover. Dort wurde er 2001 auch promoviert. Anschließend promovierte er ein weiteres Mal am National Heart and Lung Institute des Imperial College London bei Philip Poole-Wilson.
2009 übernahm er die Leitung des Instituts für Molekulare und Translationale Therapiestrategien (IMTTS) der Medizinischen Hochschule Hannover, an dem er auch eine Professur innehat. Seit 2013 ist er Gastprofessor am National Heart and Lung Institute des Imperial College London. Von 2021 bis 2023 leitete er das Fraunhofer-Institut für Toxikologie und Experimentelle Medizin (ITEM) in Hannover.
Thums wissenschaftliche Arbeit konzentriert sich hauptsächlich auf die Entwicklung RNA-basierter Therapeutika für Herz-Kreislauf-Erkrankungen. Er hat über 500 wissenschaftliche Artikel veröffentlicht (Stand: April 2025) und über 45 Patente angemeldet, von denen sich mehrere in der klinischen Entwicklung befinden (Stand: April 2021).

## Unternehmerische Tätigkeiten
2016 gründete Thum die Cardior Pharmaceuticals GmbH, ein Biotechnologie-Unternehmen, das sich auf RNA-basierte Therapeutika für Herzinsuffizienz konzentriert. Unter seiner Führung sammelte es in mehreren Finanzierungsrunden rund 80 Millionen Euro ein und führte die weltweit ersten Studien mit einer Oligonukleotid-basierten microRNA-Therapie bei Patienten mit Herzschwäche durch. Im Mai 2024 übernahm Novo Nordisk Cardior Pharmaceuticals für einen Betrag von mehr als 1 Milliarde Euro.

## Forschungsbeiträge und Wirkungen
Thum „gilt als einer der führenden Experten in der Erforschung von RNA-Molekülen und ihrer Rolle im Bereich von Herz-Kreislauf-Erkrankungen“. Er gilt dabei als Autor wichtiger Studien zu Oligonukleotid-basierten Therapien, insbesondere im Hinblick auf die gezielte Behandlung von Herzfibrose mit microRNA-21-Inhibitoren. Sein Team identifizierte außerdem den miRNA-212/132-Cluster, der eine Schlüsselrolle bei der Herzvergrößerung und Autophagie spielt und somit potenzielle therapeutische Anwendungen bei Herzinsuffizienz ermöglicht.
Thums jüngste Forschung konzentriert sich auf kardiovaskuläre lange nicht-kodierende RNAs (lncRNAs) und zirkuläre RNAs (circRNAs), die Potenzial als diagnostische und prognostische Marker sowie als maßgeschneiderte therapeutische Zielmoleküle für Herzerkrankungen und andere Erkrankungen haben.

## Auszeichnungen
Im Laufe seiner Karriere erhielt Thum zahlreiche renommierte Auszeichnungen, darunter den Paul-Martini-Preis 2021, den Desmond Julian-Preis 2022 und den Sir Hans Krebs-Preis 2014.

## Schriften (Auswahl)
- Täubel J, Hauke W, Thum T et al.: Novel antisense therapy targeting microRNA-132 in patients with heart failure: results of a first-in-human Phase 1b randomized, double-blind, placebo-controlled study. In: European Heart Journal. Nr. 42, 2021, S. 178–188, doi:10.1093/eurheartj/ehaa898.
- Foinquinos A, Batkai S, Thum T et al.: Preclinical development of a miR-132 inhibitor for heart failure treatment. In: Nature Communications. Nr. 11, 2020, S. 633, doi:10.1038/s41467-020-14349-2.
- Viereck J, Bührke A, Thum T et al.: Targeting muscle-enriched long non-coding RNA H19 reverses pathological cardiac hypertrophy. In: European Heart Journal. Nr. 41, 2020, S. 3462–3474, doi:10.1093/eurheartj/ehaa519.
- Schimmel K, Jung M, Thum T et al.: Natural Compound Library Screening Identifies New Molecules for the Treatment of Cardiac Fibrosis and Diastolic Dysfunction. In: Circulation. Nr. 141, 2020, S. 751–767, doi:10.1161/CIRCULATIONAHA.119.042559.
- Kreutzer FP, Meinecke A, Thum T et al.: Development and characterization of anti-fibrotic natural compound similars with improved effectivity. In: Basic Research in Cardiology. Nr. 117, 2022, S. 9, doi:10.1007/s00395-022-00919-6.
- Piccoli M-T, Gupta SK, Thum T et al.: Inhibition of the Cardiac Fibroblast-Enriched lncRNA Meg3 Prevents Cardiac Fibrosis and Diastolic Dysfunction. In: Circulation Research. Nr. 121, 2017, S. 575–583, doi:10.1161/CIRCRESAHA.117.310624.
- Viereck J, Kumarswamy R, Thum T et al.: Long noncoding RNA Chast promotes cardiac remodeling. In: Science Translational Medicine. Nr. 8, 2016, S. 326ra22, doi:10.1126/scitranslmed.aaf1475.
- Ucar A, Gupta SK, Thum T et al.: The miRNA-212/132 family regulates both cardiac hypertrophy and cardiomyocyte autophagy. In: Nature Communications. Nr. 3, 2012, S. 1078, doi:10.1038/ncomms2090.
- Ucar A, Vafaizadeh V, Thum T et al.: miR-212 and miR-132 are required for epithelial stromal interactions necessary for mouse mammary gland development. In: Nature Genetics. Nr. 42, 2010, S. 1101–1108, doi:10.1038/ng.709.
- Thum T, Gross C, Fiedler J et al.: MicroRNA-21 contributes to myocardial disease by stimulating MAP kinase signalling in fibroblasts. In: Nature. Nr. 456, 2008, S. 980–984, doi:10.1038/nature07511.